# Hahi-Mau
Hahi-Mau ist eine osttimoresische Aldeia im Suco Maulau (Verwaltungsamt Maubisse, Gemeinde Ainaro). 2015 lebten in der Aldeia 34 Menschen. Hahi-Mau bildet eine Exklave etwa einen Kilometer südlich des Hauptgebietes des Sucos Maulau. Westlich liegt der Suco Edi, südöstlich der Suco Manetú  und nordöstlich der Suco Manelobas. Eine Straße durchquert die Aldeia von West nach Ost. An ihr liegt im Westen das Zentrum des Dorfes Hahi-Mau und im Osten eine Grundschule.